# En Børneven
En Børneven er en dansk stum komediefilm fra 1911 produceret af Nordisk Films Kompagni og instrueret af Eduard Schnedler-Sørensen efter manuskript af Frederik Buch.
Filmen blev i tysktalende lande distribueret som Ein Kinderfreund.

## Handling
Lille Buch er en stor børneven og gør alt for at hjælpe de stakkels små, men utak er ofte verdens løn.

## Medvirkende
- Frederik Buch
- Susanne Friis
- Holger Pedersen (Gissemand)
- Parly Petersen
- Rigmor Jerichau
- Carl Petersen
- Aage Lorentzen
- Franz Skondrup